# Diakonissenhaus Salem

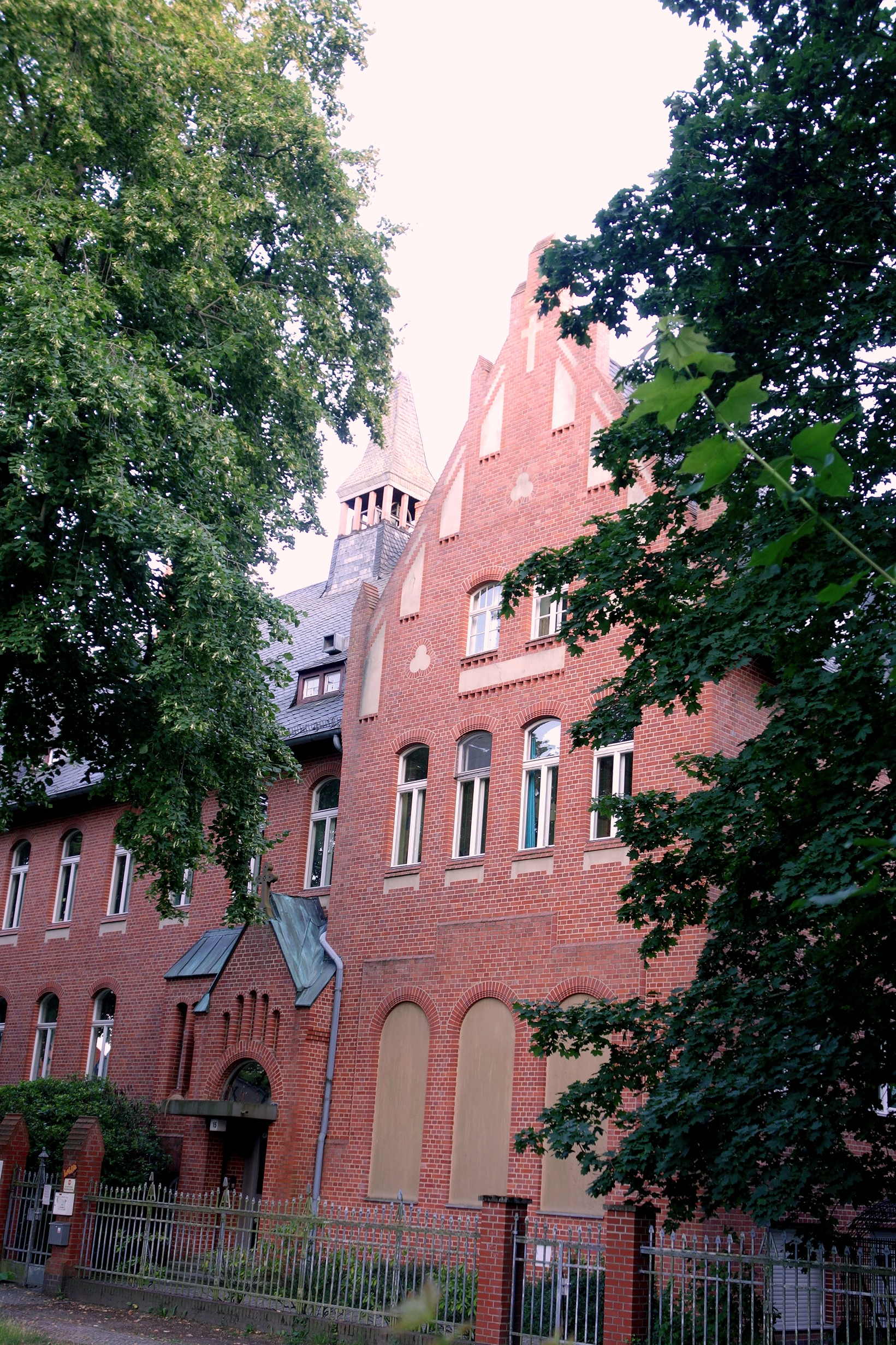
Das Mutterhaus der Schwesternschaft Salem in Berlin-Lichtenrade

Das Diakonissenhaus Salem  war eine diakonische Einrichtung der Erziehungsarbeit, der Gemeindediakonie sowie der Alten- und Krankenfürsorge in Berlin-Lichtenrade. Das Mutterhaus der Salem-Schwesternschaft wurde 1906 eingeweiht. 1960 wurde die Leitung der Einrichtung nach Bad Gandersheim verlegt. Häuser und Einrichtungen am Standort Lichtenrade wurden 1989 verkauft.

## Gründung
Die Gründung der Einrichtung ist auf Cäcilie Petersen (* 20. März 1860; † 2. Juli 1935) zurückzuführen. Die ausgebildete Krankenschwester war zuvor Oberin im Evangelischen Magdalenenstift Teltow, das sie – gemeinsam mit dem damaligen Vorsteher, Pastor Johannes Hahn (* 13. Oktober 1859; † 11. August 1950) – 1903 verlassen hatte. Grund war eine Auseinandersetzung mit dem Kuratorium des Magdalenenstiftes über die Entlassung einer Schwester im „Rettungshaus Siloah“ in Berlin-Pankow „ohne Untersuchung, ohne ihr die Möglichkeit gegeben zu haben sich zu rechtfertigen…“. Petersen schlossen sich 28 Schwestern an, etwa die Hälfte der Schwestern des Magdalenenstiftes. Nach einem Aufenthalt auf Schloss Schedlau in Oberschlesien beim Begründer der modernen Gemeinschaftsbewegung Eduard Graf von Pückler kehrte Petersen 1904 nach Berlin zurück, um ein eigenes Mutterhaus zu gründen. Land hierfür erwarb sie vom Landwirt Bochow in Berlin-Lichtenrade.

## Entwicklung der Arbeit

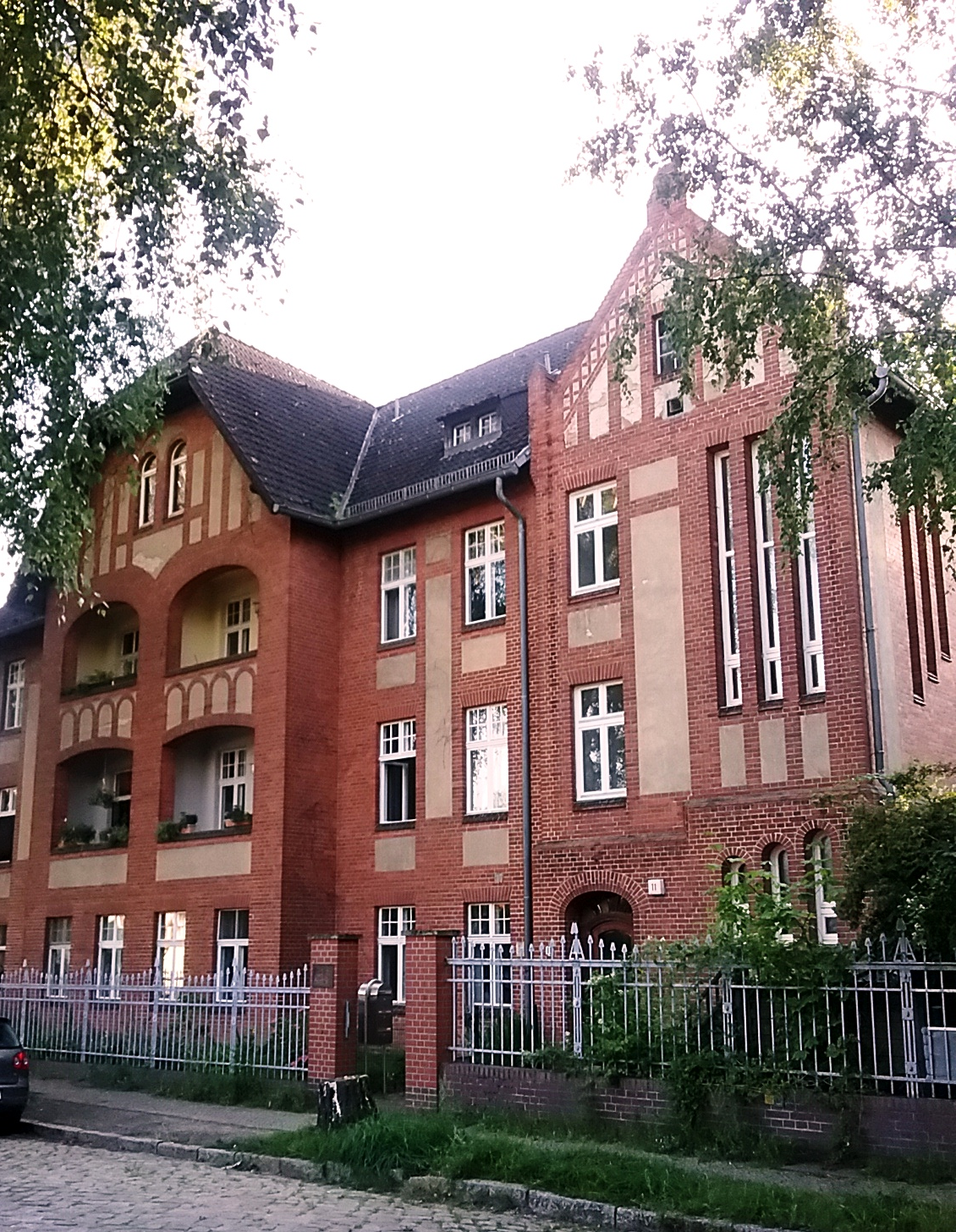
Das Alten- und Siechenheim Emmaus des Diakonissenhauses Salem in Berlin-Lichtenrade

Mit der Einweihung des Mutterhauses zählte die Schwesternschaft bereits 70 Mitglieder. Als juristische Form wählte man den eingetragenen Verein. Erste Vorsitzende des Diakonissenvereins Salem e.V. war Frau von Beerfelde, die ehemalige stellvertretende Vorsitzende des Magdalenenstiftes. Auch Pastor Johannes Hahn blieb Cäcilie Petersen und ihrer Arbeit verbunden, erst als stellvertretender Kassierer, dann von 1917 bis zu seinem Eintritt in den Ruhestand im Jahr 1925 als erster Pfarrer des Diakonissenhauses Salem. Die Schwesternschaft, die im Laufe der nächsten drei Jahrzehnte auf 680 Mitglieder anwuchs, fand ihre geistliche Heimat im Bund Deutscher Gemeinschafts-Diakonissen Mutterhäuser. Salemschwestern waren als Krankenschwestern und Erzieherinnen in ganz Deutschland tätig. Mit den in die Gemeinschaftskasse eingezahlten Löhnen konnten in Lichtenrade weitere Grundstücke erworben werden. Darauf wurden ein Pfarrhaus, das Fürsorgeheim „Zoar“ – später „Cäcilienheim“, in dem eine Dampfwäscherei betrieben wurde, und das Alten- und Siechenheim „Emmaus“ errichtet. In weiteren Gebäuden zogen eine Buchhandlung und eine Kindertagesstätte ein. Die Bebauung an der Hohenzollernstraße 15, Rohrbachstraße 11 und Wolziger Zeile 64 entwarf der in Lichtenrade ansässige Architekt Reinhold Schober, der den Diakonissenverein auch als Geschäftsführer leitete.
Neben den praktischen Tätigkeiten in der Erziehungsarbeit sowie mit kranken und alten Menschen widmete sich Cäcilie Petersen auch der Evangelisation. Sie sammelte Christen aus Lichtenrade und Umgebung außerhalb ihrer Schwesternschaft um sich und gründete mit Lichtenrader Christen eine Landeskirchliche Gemeinschaft. Die Anstaltskirchengemeinde des Diakonissenhauses Salem war auch Teil des evangelischen Kirchenkreises Kölln-Land II, führte Kirchenbuch und Kirchensiegel und war berechtigt zu allen kirchlichen Amtshandlungen. Im Jahr 1920 erwarb das Diakonissenhaus das ehemalige Kurhaus in Niendorf an der Ostsee, das zu dem Kinder- und Urlauberheim „Haus Nazareth“ umgebaut wurde. 1927 wurde ein neuer Arbeitszweig „Heimatmission“ gegründet. Dafür wurde ein Missionswagen angeschafft, um im als „unkirchlich“ geltenden Kreis Teltow, Evangelisationsveranstaltungen durchzuführen.
In der Zeit des Nationalsozialismus war – auch unter dem Bekenntnispfarrer Hans Brandenburg – das Diakonissenhaus Treffpunkt der Bekennenden Kirche. Im Zweiten Weltkrieg wurden einige Häuser zu Lazaretten umgerüstet.

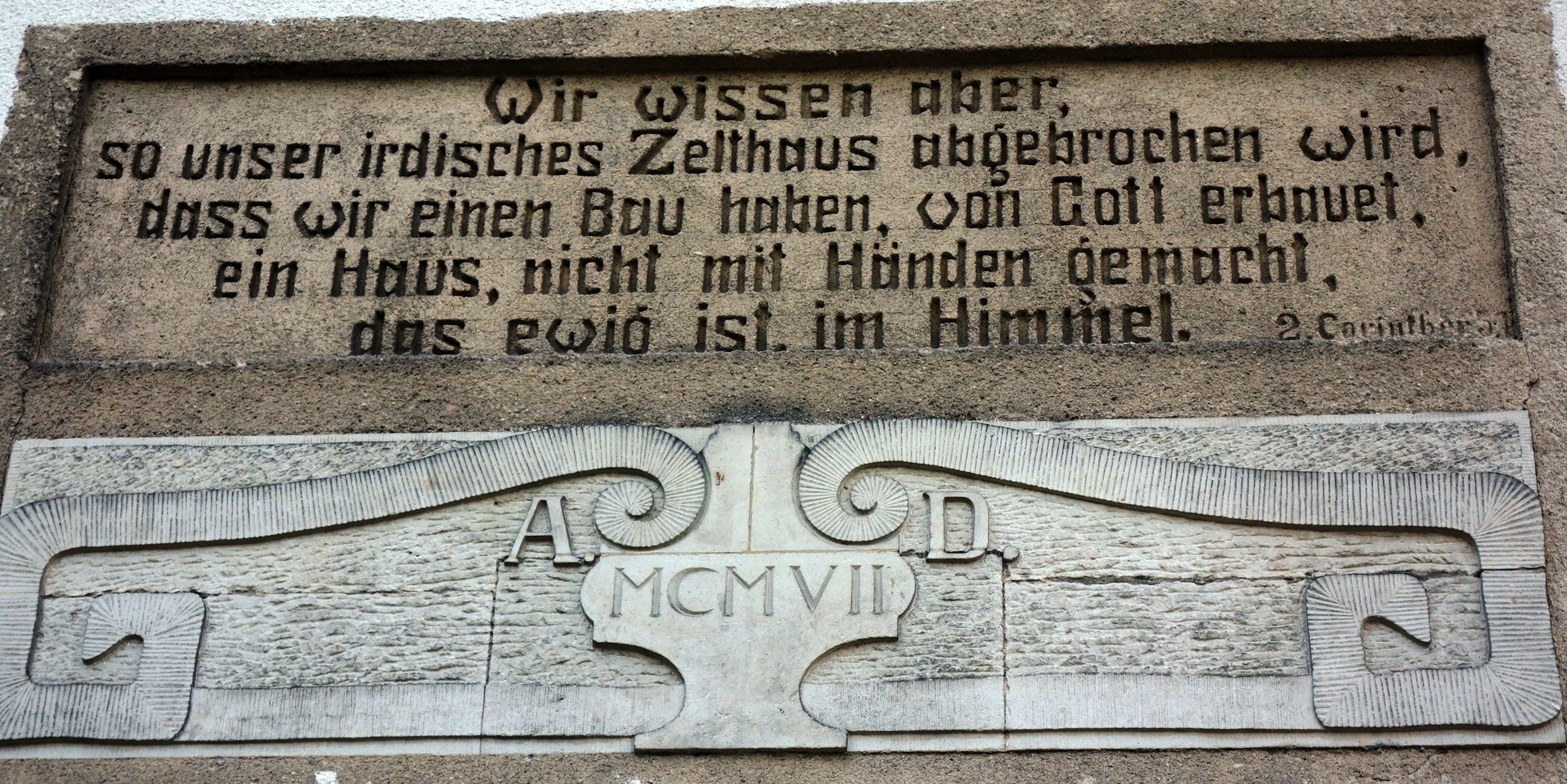
Relief am Pfarrhaus des Diakonissenhauses Salem in Berlin-Lichtenrade

Nach dem Ende des Zweiten Weltkrieges und der Zerstörung des Cäcilienheimes fand sich die Einrichtung am äußersten Rande des amerikanischen Sektors Berlins direkt an der Grenze zur sowjetischen Besatzungszone wieder. Die intakten Häuser dienten als Aufnahmeheim für Kriegsflüchtlinge. Rund 400 Schwestern arbeiteten in den westlichen, etwa 200 in der sowjetischen Besatzungszone. Gemeinsame Schwesterntreffen waren nicht möglich. Der missionarische Auftrag war durch die Trennung Deutschlands beinahe zum Erliegen gekommen. Die Betreuung der Schwestern im Westen Deutschlands aus dem isolierten Westteil Berlins heraus war sehr erschwert. 1960 entschloss man sich daher die Geschäftsführung in das niedersächsische Bad Gandersheim zu verlegen, von wo aus die diakonische Arbeit weitergeführt wurde und wo mehrere hundert Schwestern ihren Ruhesitz fanden.
Die Liegenschaften in Lichtenrade wurden 1989 veräußert. In das Mutterhaus zog im Jahr 1995 ein Kindertagesstätten- und Hortbetrieb „Kita Haus Salem“ ein, Pfarrhaus sowie das Alten- und Siechenheim Emmaus gingen in private Nutzung über. Das ehemalige Gemeindehaus in der Wünsdorfer Straße wurde von der Landeskirchlichen Gemeinschaft Salem – Lichtenrade erworben. Die letzte (sechste) Oberin, Schwester Inge Puhle, ging im Jahr 2005 in den Ruhestand. Das Amt wurde nicht wieder besetzt. Die 2019 gegründete DMH-Salem-Gruppe wurde Rechtsnachfolgerin des Diakonissenvereins Salem e.V. Das Diakonissenhaus mit Saalbau, Alten- und Siechenheim sowie das Pfarrhaus mit Einfriedung wurden in das Denkmalbuch der Stadt Berlin unter der Nummer 09030113,T aufgenommen.
Einen Trägerwechsel erfuhr auch das Urlauberheim „Haus Gottesfriede“ in Bad Doberan, das dem Diakonissenhaus 1927 von Elisabeth von Treskow, engagiert im Deutschen Frauen-Missions-Gebetbund, zur Verfügung gestellt wurde. Nach ihrem Tod 1957 vermachte sie das Haus der Schwesternschaft. Die letzten Schwestern verließen Bad Doberan 1978. Danach wurde das Haus dem Mutterhaus Aue in Sachsen überschrieben.

## Krankenhäuser
Nachdem bereits zahlreiche Schwestern in Krankenhäusern im gesamten Deutschen Reich arbeiteten, begann 1931 ein neues Kapitel in der Krankenhausarbeit mit der Übernahme der Verwaltung des Krankenhauses in Holzminden. Es folgten weitere Häuser in Niedersachsen wie Stadthagen, Bad Gandersheim, Osterode, im pommerschen Regenwalde sowie in den ostpreußischen Orten Allenstein und Insterburg, fast durchweg Neubauten des „Vereins für evangelische Krankenhäuser“.

## Oberinnen
Folgende Diakonissen standen dem Werk als Oberinnen vor:
- 1. Cäcilie Petersen (1906–1935)
- 2. Julie Neumann (1935–1952)
- 3. Elisabeth Kette (1952–1959)
- 4. Emma Schlüter (1959–1968)
- 5. Erna Wacker (1968–1984)
- 6. Inge Puhle (1984–2005)

## Geistliche im Dienst des Diakonissenhauses
In Lichtenrade dienten die folgenden Geistlichen:
- Pastor Asmus Christiansen (1906–1913) und (1926–1947)
- Pastor Johannes Roos (1914–1917)
- Pastor Johannes Hahn (1917–1926)
- Pfarrer Martin Hoene (1948–1956)
- Pastor Hans-J. Grundke (ab 1952)
- Pastor Hans Bernecker (1961–1984)

als zweite Pfarrer: Pastor Groß, Pastor Matthies, Pfarrer Hans Brandenburg (1934–1948)